# Leoš Šedo
Leoš Šedo (* 22. listopadu 1952 Vysoké Mýto) je český spisovatel.
Absolvoval gymnázium a v roce 1976 zakončil studium stomatologie na Fakultě všeobecného lékařství Univerzity Karlovy. Nyní pracuje jako zubař (privátní praxi si zřídil v roce 1993). V roce 2005 debutoval románem z lékařského prostředí Kleště, ale již od roku 2001 spolupracuje s časopisem Xantypa a povídky, básně či písňové texty píše už od 70. let.
Od roku 1977 žije v Sázavě. Je ženatý, má dvě dcery.

## Dílo
- Kleště, Petrov, 2005 – román
- Zuby od partyzána, 2007 – námět a scénář filmové povídky do seriálu Trapasy
- Beatles přistanou v Praze dnes večer, Galén, 2010 – tři povídky, s titulní povídkou pod názvem I Saw Them Standing There se v roce 1999 zúčastnil Středoevropské scenáristické dílny pořádané Sundance Institutem
- Hrajte to nahlas, 2013
- Česká krása, 2015